# Каховка
Кахо́вка (укр. Кахо́вка, в прошлом Ислам-Кермен, Аслан-Кермен) — город в Каховском районе Херсонской области Украины. В феврале 2022 года город был оккупирован российскими войсками в ходе вторжения России на Украину.
Бывший административный центр Каховского района. Расстояние до Херсона — 88 км по автодороге, 117 км — по железной дороге.
Основан в 1791 году на месте прежней крымскотатарской крепости Ислам-Кермен (1492 год) полковником русской армии Дмитрием Матвеевичем Куликовским.

## География
Каховка находится на левом берегу Каховского водохранилища реки Днепр, в 7 км выше плотины Каховской ГЭС.

## История

### Ранняя история
Великий князь литовский Витовт, около 1400 года, распространил свое владычество до низовьев Днепра и Днестра и до Чёрного моря и настроил здесь укреплений. В половине XV столетия образовалась могущественная Перекопская орда, и крымские татары захватили значительную часть местности по реке Днепр, построили города (Казыкермен, Джанкермен, Тягин, Бургун, Ислам-кермен) и начали борьбу против поляков.
Крепость Ислам-Кермен основана в 1492 году крымским ханом Менгли I Гиреем как крепость Ислам-Кермен (крым. İslâm Kermen, اسلام كرمان‎; осман. اسلام كرمان‎, İslâm Kirmân). Название означает «исламская крепость».  В русских источниках крепость также именовалась Аслан-Городом. Неоднократно штурмовалась запорожцами — Дмитрием Вишневецким (1556), Богданом Ружинским (1576), Михаилом Дорошенко (1628), Иваном Сирко (1673). Была разрушена гетманом Мазепой в 1695 году по приказу боярина и воеводы Б. П. Шереметева.
В 1771 году на месте старой крепости было построено Шагингирейское укрепление, а в 1791 году уже упоминается топоним «Каховка» в честь губернатора Василия Каховского.
До 1840 года Каховка имела статус слободы, впоследствии — местечка, входившего в черту оседлости. Каховка входила в состав Днепровского уезда Таврической губернии и в конце XIX — начале XX века была наиболее важным торговым пунктом материковой части губернии (действовала торговая пристань, в год проводилось две ярмарки, имеющие региональное значение).

### Гражданская и Великая Отечественная войны
В 1920 году в районе Каховки (тогда она называлась Большая Каховка) происходили упорные бои между Белой армией и Красной армией за переправу через реку Днепр. Войска Красной армии создали на левом берегу Днепра хорошо укреплённый плацдарм. Несмотря на предпринятые усилия, частям Белой армии не удалось ликвидировать плацдарм, что привело к заметному ослаблению их позиции и последующему отступлению за Перекоп в Крым. На Каховском плацдарме в 1967 году был воздвигнут памятник «Легендарная тачанка» (скульпторы Ю. Лоховинин, Л. Родионов, Л. Михайлёнок; архитектор Е. Полторацкий).
С 13 марта 1920 года Каховка была в составе Николаевской губернии, с 21 октября 1922 года — Одесской губернии, с июня 1925 — районный центр Херсонского округа, с 27 февраля 1932 — в составе Одесской области.
В годы Великой Отечественной войны город был оставлен Красной Армией 30 августа 1941 года. Оборонял днепровский плацдарм в районе Каховки 256-й стрелковый полк 30-й стрелковой дивизии 9-й армии Южного фронта под руководством Героя Советского Союза полковника Георгия Сафонова. Освобождён 2 ноября 1943 года советскими войсками 4-го Украинского фронта в ходе Мелитопольской наступательной операции.
С 30 марта 1944 года Каховка находится в составе Херсонской области. В 1952 году Каховка получила статус города областного подчинения, но 4 июня 1958 года утратила его.
В январе 1989 года численность населения составляла 42895 человек.

### Вторжение России на Украину
24 февраля 2022 года в ходе вторжения России на Украину город был оккупирован российской армией. 1 апреля 2022 года российские военные захватили здание городского совета и назначили руководителем города бывшего депутата Херсонского областного совета Павла Филипчука. В городе проходили митинги против оккупации.

## Население

### Языковой состав
Родной язык населения по данным переписи 2001 года:
| Язык       | Численность, чел. | Доля     |
| ---------- | ----------------- | -------- |
| Украинский | 28 186            | 73,85 %  |
| Русский    | 9 643             | 25,27 %  |
| Другое     | 337               | 0,88 %   |
| Итого      | 38 166            | 100,00 % |

## Герб города

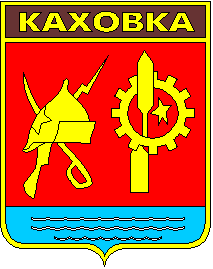
Герб советского времени

Памятная плита освободителям Каховской земли в Новой Каховке

Современный герб Каховки утверждён 30 сентября 1998 года решением № 35/6 VI сессии городского совета XXIII созыва. Авторы герба — Г. Гнатовский, В. Конюченко, В. Шумский, С. Федченко, В. Федченко.
В лазурном щите с серебряной шиповидной базой три золотых колоска, средний прямо, два с отклонением влево и вправо, над ними три серебряные четырёхугольные звезды, одна над двумя. Щит обрамлён декоративным картушем и увенчан золотой городской короной с тремя башнями. Трёхколосие олицетворяет пересечение исторических торговых и культурных путей, а звёзды означают Млечный Путь. Вместе они символизируют гостеприимность — «хлеб и соль». Серебряная волнистая основа указывает на реку Днепр, на берегу которой находится город.
Прежний герб города (советского периода) утверждён в октябре 1970 года. Его авторы — О. Жар, Ю. Зотов.
В красном поле с лазурной базой — перекрещенные золотые сабля с винтовкой и положенной на них золотою же будёновкой, и золотая шестерня с колосом в центре и электровспышка. В базе — серебряные волны, в коричневой главе — золотое слово «КАХОВКА».
В 2022 году российской оккупационной администрацией использовался герб города, на котором изображён трёхарочный мост и чёрная спиралевидная колонна с крестом на вершине.

## Экономика
Среди крупных промышленных предприятий можно выделить: ОАО «Каховский завод электросварочного оборудования», крупное предприятие пищевой промышленности АО «Чумак», а также Каховский маслоэкстракционный завод американской корпорации «Cargill».

### Транспорт

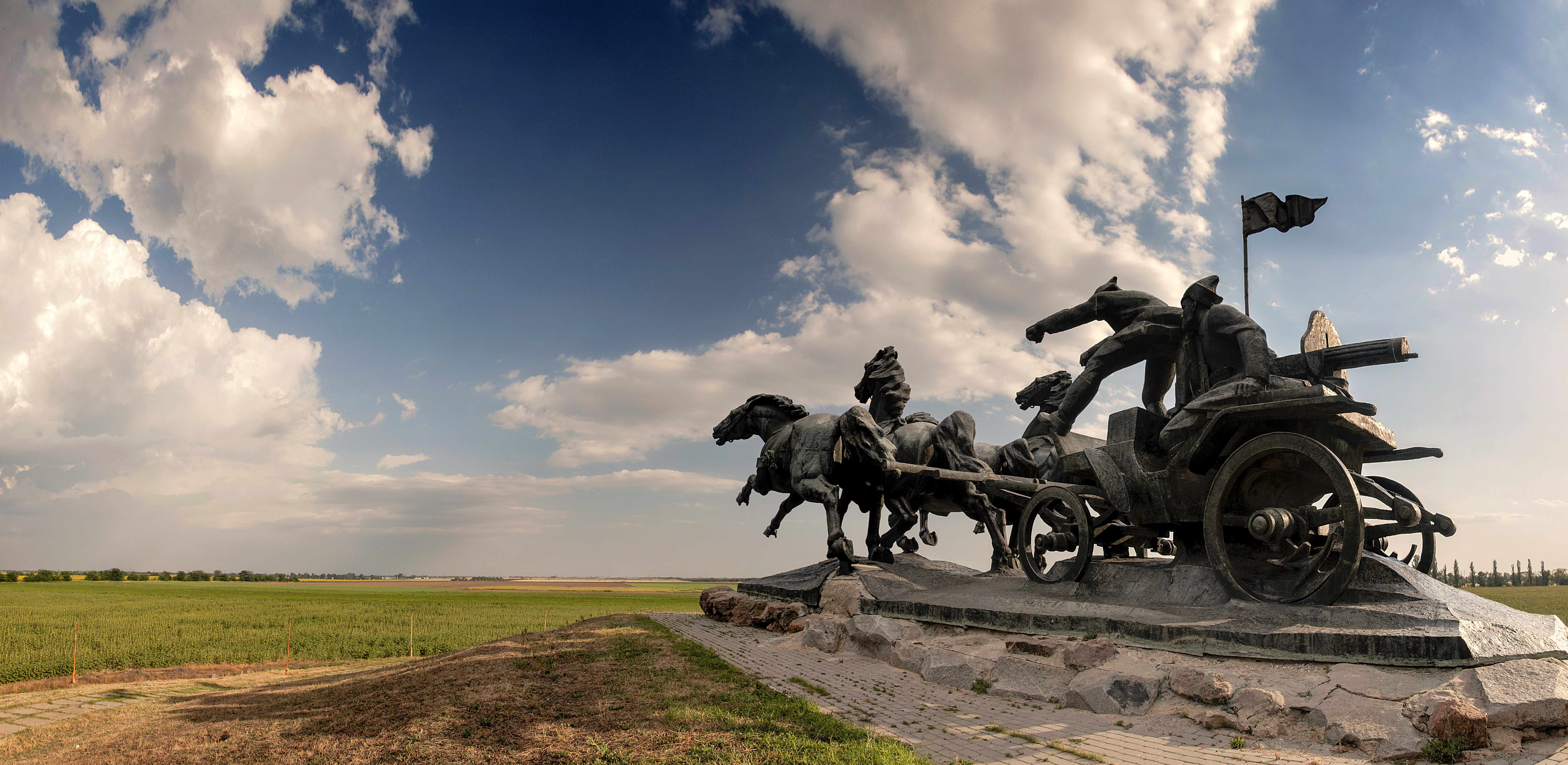
Монумент «Легендарная тачанка»

Через Каховку проходят автомагистраль «Кишинёв — Одесса — Ростов» и неэлектрифицированная однопутная железнодорожная линия «Херсон — Каховка — Запорожье».
Водный путь по Днепру, имеет выход в Чёрное море. Здесь берёт начало Каховский магистральный канал, питающий Каховскую оросительную систему.

## Культура
С 1992 по 2009 год в городе проводился музыкальный фестиваль «Таврийские игры».
В Каховке также расположен единственный на постсоветском пространстве цыганский молодёжный центр «Романо Тхан».

## Спорт
В городе действует спортивный клуб «Каховка», его футбольная команда на любительском уровне является бронзовым призёром Кубка регионов УЕФА (2005), двукратным чемпионом Украины среди любителей (2002, 2004), обладателем Кубка Украины среди любителей (2004), 5-кратным чемпионом Херсонской области и 4-кратным обладателем Кубка Херсонской области.